# Resolució 1348 del Consell de Seguretat de les Nacions Unides
La Resolució 1348 del Consell de Seguretat de les Nacions Unides, adoptada per unanimitat el 19 d'abril de 2001 després de reafirmar la resolució 864 (1993) i totes les resolucions posteriors sobre Angola, en especial la 1127 (1997), 1173 (1998), 1237 (1999), 1295 (2000) i 1336 (2001) el Consell va ampliar el mecanisme de vigilància de les sancions contra UNITA durant sis mesos fins 19 d'octubre de 2001.
El Consell de Seguretat va expressar la seva preocupació pels efectes de la guerra civil sobre la situació humanitària, determinant que la situació continuava sent una amenaça per a la pau i la seguretat internacionals. També va declarar que el mecanisme de vigilància estaria vigent en la mesura que fos necessari. Actuant amb el Capítol VII de la Carta de les Nacions Unides, el Consell va ampliar el mecanisme de seguiment descrit a la Resolució 1295 per un període de sis mesos i li va demanar que informés periòdicament al Comitè establert a la Resolució 864 amb un informe final abans del 19 d'octubre 2001.
Es va demanar al secretari general Kofi Annan que nomenés fins a cinc experts per servir al mecanisme de seguiment i fixés arranjaments financers a aquest efecte. Finalment, tots els països van ser convidats a cooperar amb el mecanisme durant el curs del seu mandat.